# Rodrigo Egaña
Rodrigo Fernando Egaña Baraona (Santiago, 1947) es un ingeniero comercial, académico, consultor y político chileno de filiación socialista, activo colaborador de los gobiernos de la centroizquierdista Concertación de Partidos por la Democracia. 
Desde el 24 de mayo de 2024, ocupa el cargo de Director Nacional de Educación Pública, durante el Gobierno de Gabriel Boric.

## Biografía
Se formó en el Colegio del Verbo Divino y en la Pontificia Universidad Católica, ambos de la capital. En esta casa de estudios alcanzaría el título de ingeniero comercial en 1970. Posteriormente obtendría una especialización en planificación del desarrollo en los Países Bajos.
Siendo joven participó en el MAPU Obrero Campesino. Devino, más tarde, en militante del Partido Socialista de Chile (PS), considerándosele cercano a José Antonio Viera-Gallo.
Durante el gobierno del presidente Patricio Aylwin laboró como director ejecutivo de la Agencia Internacional de Cooperación Internacional (AGCI) del Ministerio de Relaciones Exteriores, en el de Eduardo Frei Ruiz-Tagle como coordinador del Ministerio Secretaría General de la Presidencia y en el de Ricardo Lagos como subsecretario de esa misma cartera, entre 2003 y 2006.
Entre 1997 y 2000 destacó por liderar la Comisión Nacional del Medio Ambiente (CONAMA). También cumplió labores como director ejecutivo del Proyecto de Reforma y Modernización del Estado del Gobierno de Chile, hasta 2002.
En mayo de 2007 asumió como director de Gestión de Políticas Públicas de la Presidencia, en pleno Gobierno de Michelle Bachelet. En enero de 2008 pasó a desempeñarse como comisionado presidencial para asuntos indígenas.
En 2010, ya estando en la Presidencia el economista y empresario centroderechista Sebastián Piñera, su nombre fue propuesto al Senado como miembro del Consejo de Alta Dirección Pública. Su nominación (para un periodo que finalizó en 2016) fue ratificada por 26 votos a favor, 2 abstenciones y 1 voto en contra a fines de julio de ese mismo año.En marzo de 2014 fue elevado a la presidencia de la entidad por la propia Bachelet en el marco del segundo gobierno de ésta.
Entre noviembre de 2017 y noviembre de 2018 fue el primer director de la Dirección de Educación Pública (DEP). Posteriormente se desempeñó como académico y Director de Asuntos Económicos y Gestión Institucional en la Facultad de Gobierno de la Universidad de Chile. El 1 de diciembre de 2023, asumió nuevamente como director de la DEP en calidad de subrogante, tras la renuncia de Jaime Veas.
El 24 de mayo de 2024, el presidente Gabriel Boric, a través del Ministerio de Educación, ratificó su nombramiento como Director de la Dirección de Educación Pública (DEP) mediante el Sistema de Alta Dirección Pública.